# Rwamagana
Rwamagana   este un oraș  în  Rwanda. Este reședinta  provinciei  de Est și a districtului Rwamagana.